# 금평항
금평항(錦坪港)은 경상남도 남해군 이동면 신전리 금평마을 인근에 있는 어항이다. 2002년 8월 6일 어촌정주어항으로 지정하여 관리하고 있다. 시설관리자는 남해군수이다.

## 어항 연혁
- 금산의 비단 금(錦)자에 넓은 들이 있다하여 들 평(坪)자를 따 금평(錦坪)이라 유래되었다.

## 어항 시설
- 선착장 L=143m, B=5.0m

## 주요 어종
- 전어, 장어, 주꾸미 등